# Eduard Isabekjankonsthallen
Eduard Isabekjankonsthallen är ett personmuseum i distriktet Kentron i Jerevan i Armenien, som är tillägnat den armeniske
konstnären Eduard Isabekjans (1914–2007) verk.
En konsthall med en permanent utställning av verk av Eduard Isabekjan initierades av Armeniens dåvarande premiärminister Andranik Markarjan 2004. Det etablerades av Jerevans stad och invigdes 2013.  
Konsthallen visar 28 verk av Eduard Isabekjan.